# Rosenus miserandus
Rosenus miserandus är en insektsart som beskrevs av Alexander Fyodorovich Emeljanov 1972. Rosenus miserandus ingår i släktet Rosenus och familjen dvärgstritar. Inga underarter finns listade i Catalogue of Life.